# Giacomo Casanova
Giacomo Girolamo Casanova (Venezia, 2 aprile 1725 – Duchcov, 4 giugno 1798) è stato un avventuriero, letterato e agente segreto italiano, cittadino della Repubblica di Venezia.
Benché autore di una produzione letteraria piuttosto cospicua, tra trattati e testi saggistici d'argomento vario (nell'ampia gamma dei suoi interessi si occupò di matematica) e di opere letterarie sia in prosa sia in versi, viene a tutt'oggi ricordato principalmente come avventuriero e, per la sua vita amorosa a dir poco movimentata, come colui che fece del proprio nome l'antonomasia ("essere un casanova") del raffinato seduttore e libertino.

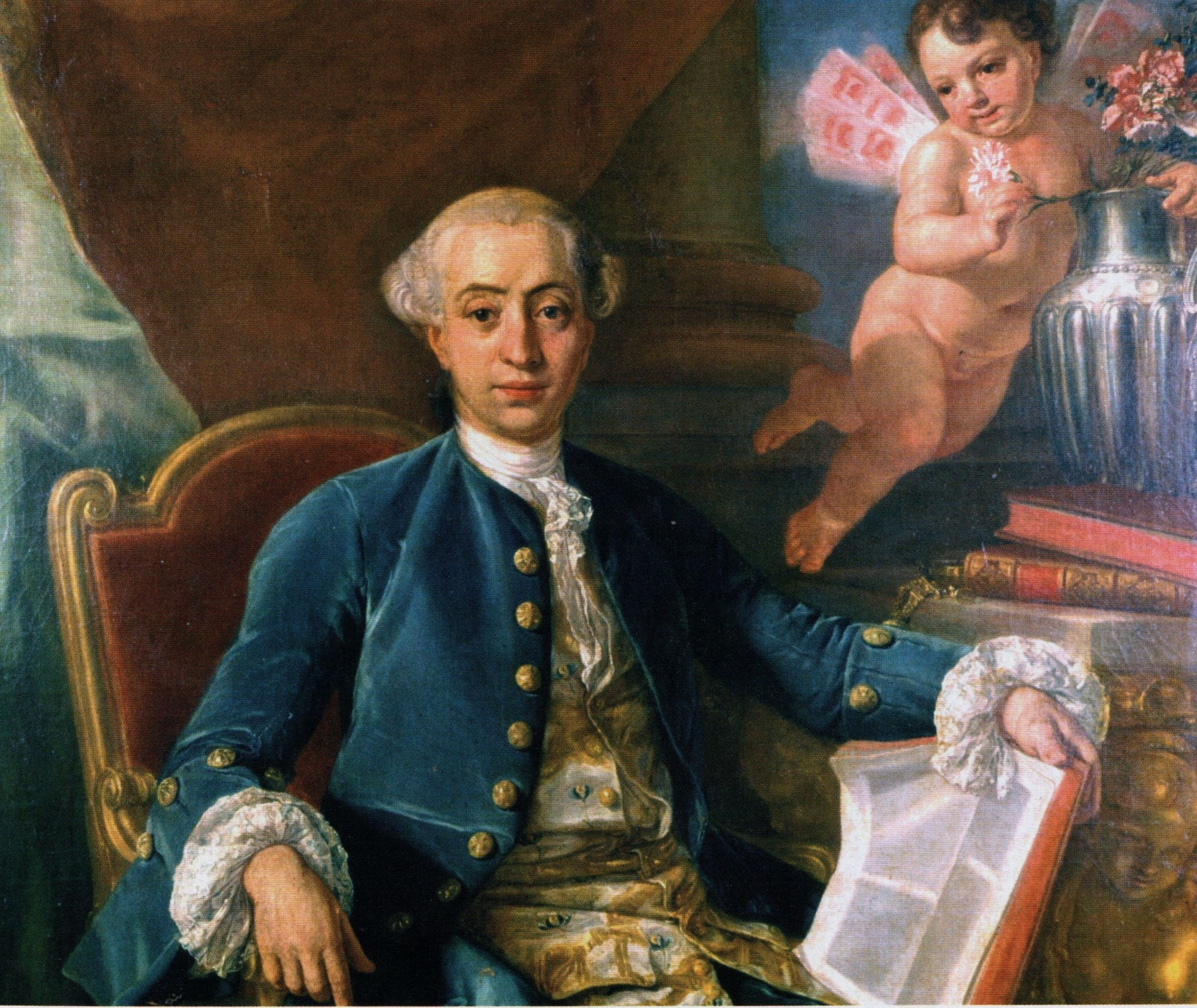
Presunto ritratto di Giacomo Casanova, attribuito a Francesco Narici, e in passato ad Anton Raphael Mengs o al suo allievo Giovanni Battista Casanova (fratello di Giacomo)

A questa sua fama di grande conquistatore di donne contribuì verosimilmente la sua opera più importante e celebre: Histoire de ma vie (Storia della mia vita), in cui l'autore descrive, con la massima franchezza, le sue avventure, i suoi viaggi e, soprattutto, i suoi innumerevoli incontri galanti. L'Histoire è scritta in francese: tale scelta linguistica fu dettata principalmente da motivi di diffusione dell'opera, in quanto all'epoca il francese era la lingua più conosciuta e parlata dalle élite d'Europa.
Fra corti e salotti, Casanova si ritrovò a vivere, quasi senza rendersene conto, un momento di svolta epocale della storia, non comprendendo affatto lo spirito di forte rinnovamento che l'avrebbe fatta virare in direzioni mai percorse prima; rimase infatti ancorato fino alla fine dei propri giorni ai valori, precetti e credenze dell'ancien régime e della sua classe dominante, l'aristocrazia, dalla quale era stato escluso per nascita e della quale cercò disperatamente di far parte, anche quando essa era ormai irrimediabilmente avviata al crepuscolo.
Tra le personalità dell'epoca che ebbe modo di conoscere personalmente, e di cui ci ha lasciato testimonianza diretta, si possono citare Jean-Jacques Rousseau, Voltaire, Madame de Pompadour, Wolfgang Amadeus Mozart, Benjamin Franklin, Papa Benedetto XIV, Caterina II di Russia e Federico II di Prussia.

## Biografia

### Dalla nascita alla fuga dai Piombi (1725-1756)

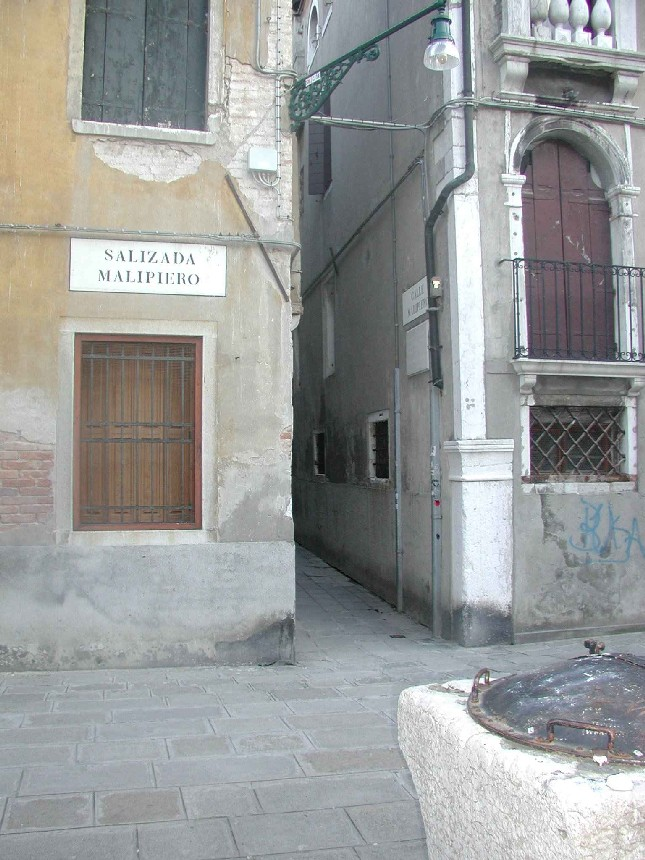
Venezia, Calle della Commedia (ora Malipiero)

Giacomo Girolamo Casanova nacque a Venezia, in Calle della Commedia (ora Calle Malipiero), nei pressi della chiesa di San Samuele, dove fu anche battezzato, il 2 aprile 1725. Molte opere enciclopediche o letterarie recano erroneamente i nomi di battesimo Giovanni Giacomo, la cui origine è sicuramente da ricercarsi nella pubblicazione dell'opera del 1835 Biografia degli italiani illustri nelle scienze, lettere ed arti del secolo XVIII e de' contemporanei, a cura di Emilio De Tipaldo, in cui l'autore della voce relativa al Casanova, Bartolomeo Gamba, intestò erroneamente la voce a un certo Giovanni Giacomo Casanova. Successivamente, l'errore fu ripetuto nel 1931 nella voce su Casanova dell'Enciclopedia Treccani e da allora è spesso riapparso.
Si può leggere il nome corretto nel documento relativo al battesimo del Casanova.
Giacomo Girolamo fig.o di D. Gaietano Giuseppe Casanova del q.(uondam) Giac.o Parmegiano comico, et di Giovanna Maria, giogali, nato il 2 corr. battezzato da P. Gio. Batta Tosello sacerd. di chiesa de licentia, P. Comp. il signor Angelo Filosi q.(uondam) Bartolomeo stà a S. Salvador. Lev. Regina Salvi.»
(Storia della mia vita, Mondadori, 1965, vol. VII, p.24)

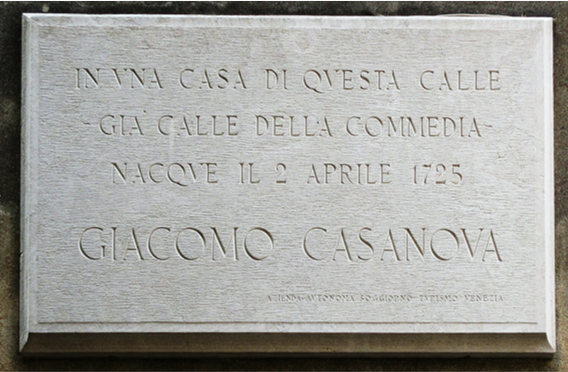

Il padre, Gaetano Casanova, era un attore e ballerino parmigiano di remote origini spagnole (almeno stando alla dubbia genealogia tracciata dal Casanova all'inizio dell'Histoire, gli avi paterni sarebbero stati originari di Saragozza, nell'Aragona), mentre la madre, Zanetta Farussi, era un'attrice veneziana che, nella sua professione, ebbe di gran lunga maggior successo del marito, dato che la troviamo menzionata persino da Carlo Goldoni nelle sue Memorie, ove la definì: "...una vedova bellissima e assai valente". La voce popolare lo considerava frutto di una relazione adulterina della madre con il patrizio veneziano Michele Grimani e Casanova stesso affermò, seppur in maniera criptica nel suo libello Né amori né donne, di essere figlio naturale del patrizio. Ma ulteriori indizi a suffragio della tesi potrebbero derivare dal fatto che, dopo la morte del padre, i Grimani si presero cura di lui con un'assiduità che appare andasse oltre i normali rapporti di protezione e liberalità che le famiglie patrizie veneziane praticavano nei confronti delle persone che, a qualche titolo, avevano servito la casata. Il che troverebbe conferma anche nel fatto che la giustizia della Repubblica, solitamente piuttosto severa, non infierì mai particolarmente nei suoi confronti. Dopo la sua nascita, la coppia ebbe altri cinque figli: Francesco, Giovanni Battista, Faustina Maddalena (28 dicembre 1731 - 20 agosto 1736), Maria Maddalena Antonia Stella (nata il 25 dicembre 1732) e Gaetano Alvise (nato il 16 febbraio 1734).

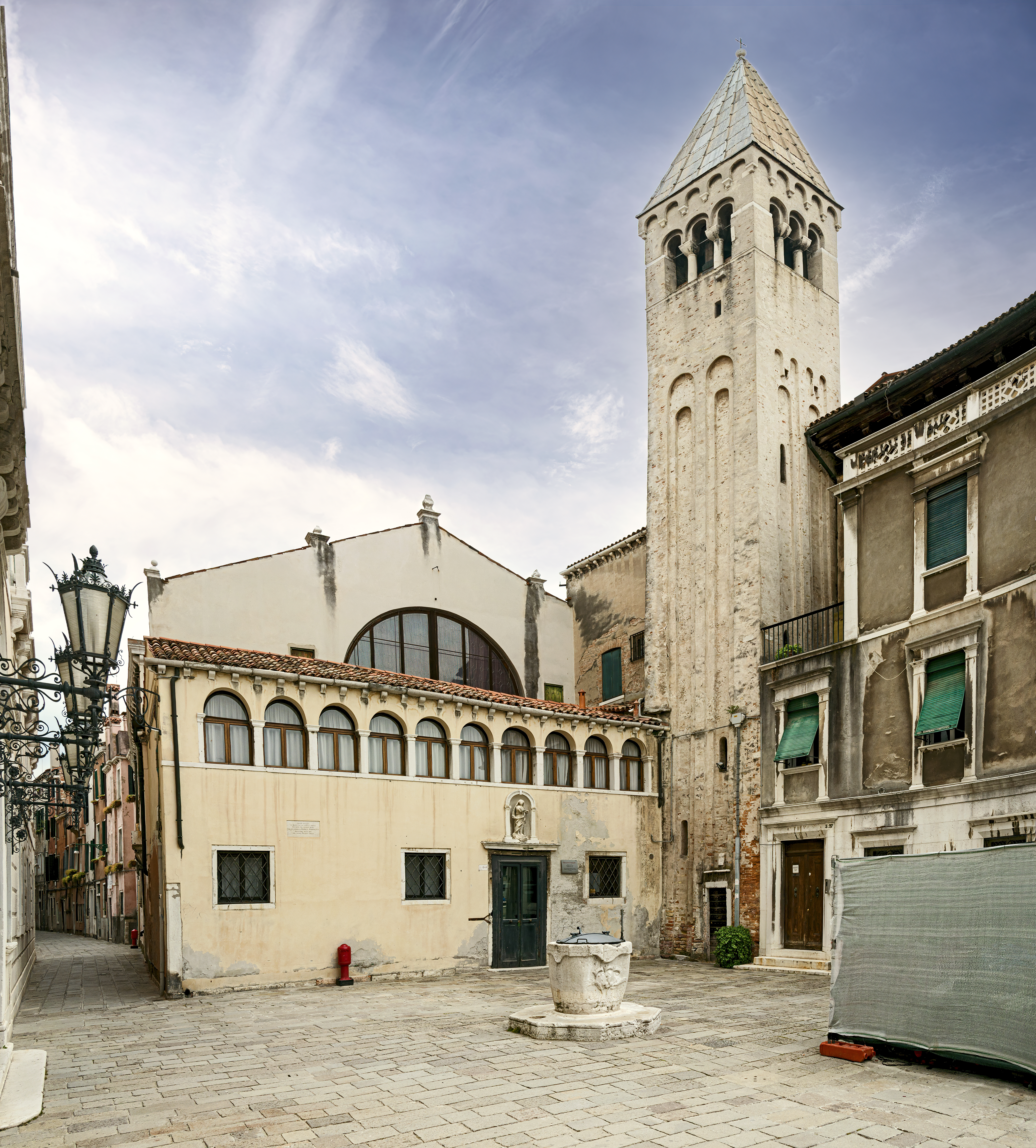
Chiesa di San Samuele, Venezia

 Rimasto orfano di padre a soli otto anni d'età ed essendo la madre costantemente in viaggio a causa della sua professione, Giacomo fu allevato dalla nonna materna Marzia Baldissera in Farussi. Da piccolo era di salute cagionevole e per questo motivo la nonna lo condusse da una fattucchiera che, eseguendo un complicato rituale, riuscì a guarirlo dai disturbi da cui era affetto. Dopo quell'esperienza infantile, l'interesse per le pratiche magiche lo accompagnerà per tutta la vita, ma lui stesso era il primo a ridere della credulità che tanti manifestavano nei confronti dell'esoterismo.
All'età di nove anni fu mandato a Padova, dove rimase fino al termine degli studi; nel 1737 s'iscrisse all'università dove, come ricorda nelle Memorie, si sarebbe laureato in diritto; la questione dell'effettivo conseguimento del titolo accademico è molto controversa: infatti Casanova descrive nelle Memorie gli anni passati all'università di Padova, sostenendo di essersi laureato. Analoga affermazione risulta anche dalla dedica dell'opera del 1797 a Leonard Snetlage, il cui frontespizio reca scritto A Leonard Snetlage, Docteur en droit de l'Université de Gottingue, Jacques Casanova, docteur en droit de l'Universitè de Padoue. Inoltre da documenti risulta che il Casanova abbia lavorato nello studio dell'avvocato Marco Da Lezze, dal che si era dedotto che, compiuti gli studi e conseguita la laurea, fosse andato a compiere il praticantato presso il Da Lezze. Nonostante queste fonti, il primo a dubitare del titolo conseguito dal Casanova fu Pompeo Molmenti, ma ben presto gli studi del Brunelli, il quale aveva reperito documenti che dimostravano in modo certo l'avvenuta immatricolazione al primo anno e le successive iscrizioni, convinsero tutti gli autori dell'effettivo conseguimento del titolo accademico; in tal senso, tra i tanti, anche James Rives Childs (Casanova, cit. in bibl. pag. 32). Successivamente, nel 1970, Enzo Grossato pose nuovamente in dubbio il conseguimento del titolo rifacendosi ai registri di laurea, i quali non menzionano il nome del veneziano. Dello stesso avviso Piero Del Negro, il quale rilevò che, oltre ai registri consultati dal Grossato, anche un ulteriore codice, il Registro dottorati 1737 usque ad 1747, non riportava il nome del Casanova; inoltre egli constatò che il Casanova non aveva mai parlato del titolo se non in epoca tarda, quando ormai ricostruire la circostanza sarebbe stato difficile per chiunque.
Terminati gli studi, Giacomo Casanova viaggiò a Corfù - dove più tardi fu attendente del Capitano delle Galeazze Antonio Renier - e a Costantinopoli, per poi rientrare a Venezia nel 1742. Nella sua città natale ottenne un impiego presso lo studio dell'avvocato Marco da Lezze. Il 18 marzo 1743 la nonna Marzia Baldissera morì. Con la morte della nonna, alla quale era legatissimo, si chiuse un capitolo importante della sua vita: la madre decise di lasciare la bella e costosa casa in Calle della Commedia e di sistemare i figli in modo economicamente più sostenibile. Questo evento segnò profondamente Giacomo, togliendogli un importante punto di riferimento. Nello stesso anno fu rinchiuso, a causa della sua condotta piuttosto turbolenta, nel Forte di Sant'Andrea dalla fine di marzo alla fine di luglio. Più che l'applicazione di una pena, fu un avvertimento tendente a cercare di correggerne il carattere.
Messo in libertà, partì, grazie ai buoni uffici materni, per la Calabria, al seguito del vescovo di Martirano che si recava ad assumere la diocesi. Una volta giunto a destinazione, spaventato per le condizioni di povertà del luogo, chiese e ottenne congedo. Viaggiò a Napoli e a Roma, dove nel 1744 prese servizio presso il cardinal Acquaviva, ambasciatore della Spagna presso la Santa Sede. L'esperienza si concluse presto, a causa della sua condotta imprudente: infatti aveva nascosto nel Palazzo di Spagna, residenza ufficiale del cardinale, una ragazza fuggita di casa.

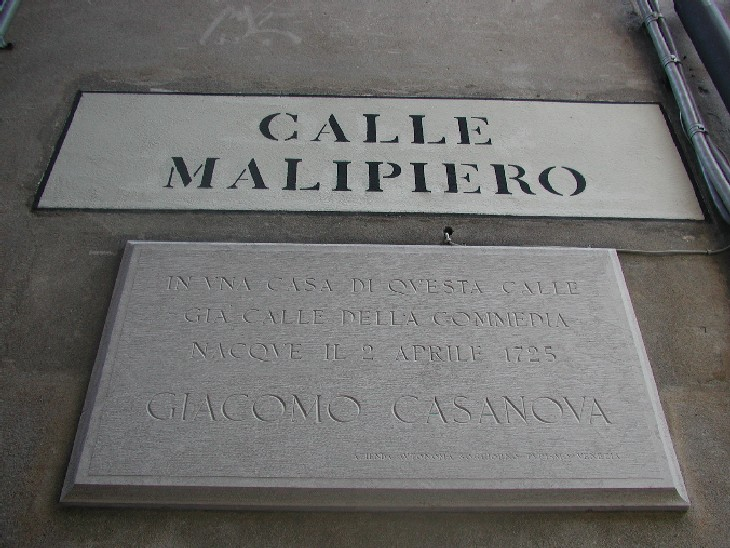
Targa commemorativa su Palazzo Malipiero

Nel febbraio del 1744 arrivò ad Ancona, dove era già stato sette mesi prima. Durante il primo soggiorno nella città era stato costretto a passare la quarantena nel lazzaretto, dove aveva intessuto una relazione con una schiava greca, alloggiata nella camera superiore alla sua.
Fu però durante il suo secondo soggiorno ad Ancona che Casanova ebbe una delle sue più strane avventure: si innamorò di un seducente cantante castrato, Bellino, convinto che si trattasse in realtà di una donna. Fu solo dopo una corte serrata che Casanova riuscì a scoprire ciò che sperava: il castrato era in realtà una ragazza, Teresa (con cui avrà il figlio illegittimo Cesarino Lanti), che, per sopravvivere dopo essere rimasta orfana, si faceva passare per un castrato in modo da poter cantare nei teatri dello Stato della Chiesa, dove era vietata la presenza di donne sul palcoscenico. Il nome di Teresa ricorre spesso nel testo dell'Histoire, a testimonianza dei molti incontri avvenuti, negli anni, nelle capitali europee dove Teresa mieteva successi con le sue interpretazioni.
Ritornò quindi a Venezia e, per un certo periodo, si guadagnò da vivere suonando il violino nel teatro di San Samuele, di proprietà dei nobili Grimani che, alla morte del padre, avvenuta prematuramente (1733), avevano assunto ufficialmente la tutela del ragazzo, avvalorando la voce popolare secondo la quale uno dei Grimani, Michele, fosse il vero padre di Giacomo.
Nel 1746 avvenne l'incontro con il patrizio veneziano Matteo Bragadin, che avrebbe migliorato sostanzialmente le sue condizioni. Colpito da un malore, il nobiluomo fu soccorso da Casanova e si convinse che, grazie a quel tempestivo intervento, aveva potuto salvarsi la vita. Di conseguenza prese a considerarlo quasi come un figlio, contribuendo, finché visse, al suo mantenimento. Nelle ore concitate in cui assisteva Bragadin, Casanova venne in contatto con i due più fraterni amici del senatore, Marco Barbaro e Marco Dandolo; anch'essi gli si affezionarono profondamente e, finché vissero, lo tennero sotto la loro protezione. La frequentazione con i nobili attirò l'interesse degli Inquisitori di Stato e Casanova, su consiglio di Bragadin, lasciò Venezia in attesa di tempi migliori.
Nel 1749 incontrò Henriette, che sarebbe stata forse il più grande amore della sua vita. Lo pseudonimo nascondeva probabilmente l'identità di una nobildonna di Aix-en-Provence, forse Adelaide de Gueidan.
Su questa e su altre identificazioni, i "casanovisti" si sono accapigliati per decenni. In linea di massima, come è stato sostenuto da molti studiosi, i personaggi citati nelle Memorie sono reali. Al più, l'autore potrebbe essersi cautelato con qualche piccola accortezza: spesso, trattandosi di donne sposate, alcune sono citate con le iniziali o con nomi di fantasia, talvolta l'età viene un po' modificata per galanteria o per vanità dell'autore che non amava riferire di avventure con donne considerate, con i criteri di allora, in età matura, ma in generale le persone sono identificabili e anche i fatti riferiti sono risultati corretti e riscontrabili. Innumerevoli identificazioni e notizie documentali hanno confermato il racconto.
Se qualche errore c'è stato, lo si deve anche al fatto che, all'epoca in cui furono scritte le Memorie (dal 1789 in poi), erano passati molti anni dai fatti e, per quanto l'autore si possa essere aiutato con diari o appunti, non era facile incasellare cronologicamente gli eventi. Ogni tanto l'autore si faceva però trascinare dalla sua visione teatrale delle cose e non rinunciava a qualche "colpo di teatro", il che peraltro contribuisce a rendere la lettura più piacevole.
Il problema dell'attendibilità del racconto casanoviano è tuttavia molto complesso: ciò che è difficile o, in molti casi, impossibile da valutare è se i rapporti che Casanova riferisce di aver intrattenuto con i personaggi siano rispondenti alla realtà dei fatti. Taluni studiosi hanno ritenuto che nel corpus delle Memorie siano stati inseriti dei passaggi totalmente romanzati e di pura invenzione, basati comunque su personaggi storicamente esistiti ed effettivamente presenti nel luogo e nel tempo della descrizione.
Il caso più clamoroso è quello che riguarda la relazione di Casanova con suor M.M. e i conseguenti rapporti con l'ambasciatore di Francia De Bernis. Si tratta di una delle parti più valide dell'opera dal punto di vista letterario e stilistico. Il ritmo del racconto è serratissimo e la tensione emotiva dei personaggi di straordinario realismo. Secondo alcuni studiosi il racconto è assolutamente veritiero e si è ripetutamente tentata l'identificazione della donna, secondo altri il racconto è di pura fantasia e basato sulle confidenze del cuoco dell'ambasciatore (tale Rosier), che effettivamente Casanova conosceva molto bene. La diatriba tra le varie tesi continuerà ma, comunque stiano le cose, il valore dell'opera non cambia, perché ciò che perde il Casanova memorialista lo guadagna il Casanova romanziere.
Rientrato a Venezia nella primavera del 1750, nel giugno successivo decise di partire per Parigi. A Milano si incontrò con l'amico Antonio Stefano Balletti, figlio della celebre attrice Silvia, e con lui proseguì alla volta della capitale francese. Durante il viaggio, a Lione, Casanova aderì alla Massoneria. Non sembra che la decisione fosse ascrivibile a inclinazioni ideologiche, ma piuttosto alla pratica esigenza di procurarsi utili appoggi.
(Giacomo Casanova, Memorie)
Ottenne qualche risultato: infatti molti personaggi incontrati nel corso della sua vita, come Mozart e Franklin erano massoni e alcune facilitazioni ricevute in varie occasioni sembrerebbero dovute ai benefici derivanti dal far parte di un'organizzazione ben radicata in quasi tutti i paesi europei. Giunti a Parigi, Balletti presentò Casanova alla madre, che lo accolse con familiarità; la generosa ospitalità della famiglia Balletti si protrasse per i due anni in cui visse nella capitale francese. Durante la permanenza si applicò allo studio del francese, che sarebbe divenuto la sua lingua letteraria oltre che, in molti casi, epistolare.
Ritornato a Venezia dopo il lungo soggiorno parigino e altri viaggi a Dresda, Praga e Vienna, il 26 luglio 1755, all'alba, fu arrestato e ristretto nei Piombi. Come d'uso all'epoca, al condannato non venne notificato il capo d'accusa, né la durata della detenzione cui era stato condannato. Ciò, come in seguito scrisse, si rivelò dannoso, poiché se avesse saputo che la pena era di durata tutto sommato sopportabile, si sarebbe ben guardato dall'affrontare il rischio mortale dell'evasione e soprattutto il pericolo della possibile successiva eliminazione da parte degli inquisitori, i quali, spesso, arrivavano a operare anche molto lontano dai confini della Repubblica. Questi magistrati erano l'espressione più evidente dell'arbitrarietà del potere oligarchico che governava Venezia. Erano insieme tribunale speciale e centrale di spionaggio.
Sui motivi reali dell'arresto si è discusso parecchio. Certo è che il comportamento di Casanova era tenuto d'occhio dagli inquisitori e rimangono molte riferte (rapporti delle spie al soldo degli Inquisitori) che ne descrivevano minutamente i comportamenti, soprattutto quelli considerati socialmente sconvenienti. In definitiva l'accusa era quella di "libertinaggio" compiuto con donne sposate, di spregio della religione, di circonvenzione di alcuni patrizi e in generale di un comportamento pericoloso per il buon nome e la stabilità del regime aristocratico. Di fatto, Casanova conduceva una vita alquanto disordinata, ma né più né meno di tanti rampolli delle casate illustri: come questi giocava, barava e aveva anche delle idee abbastanza personali in materia di religione e, quel che è peggio, non ne faceva mistero.

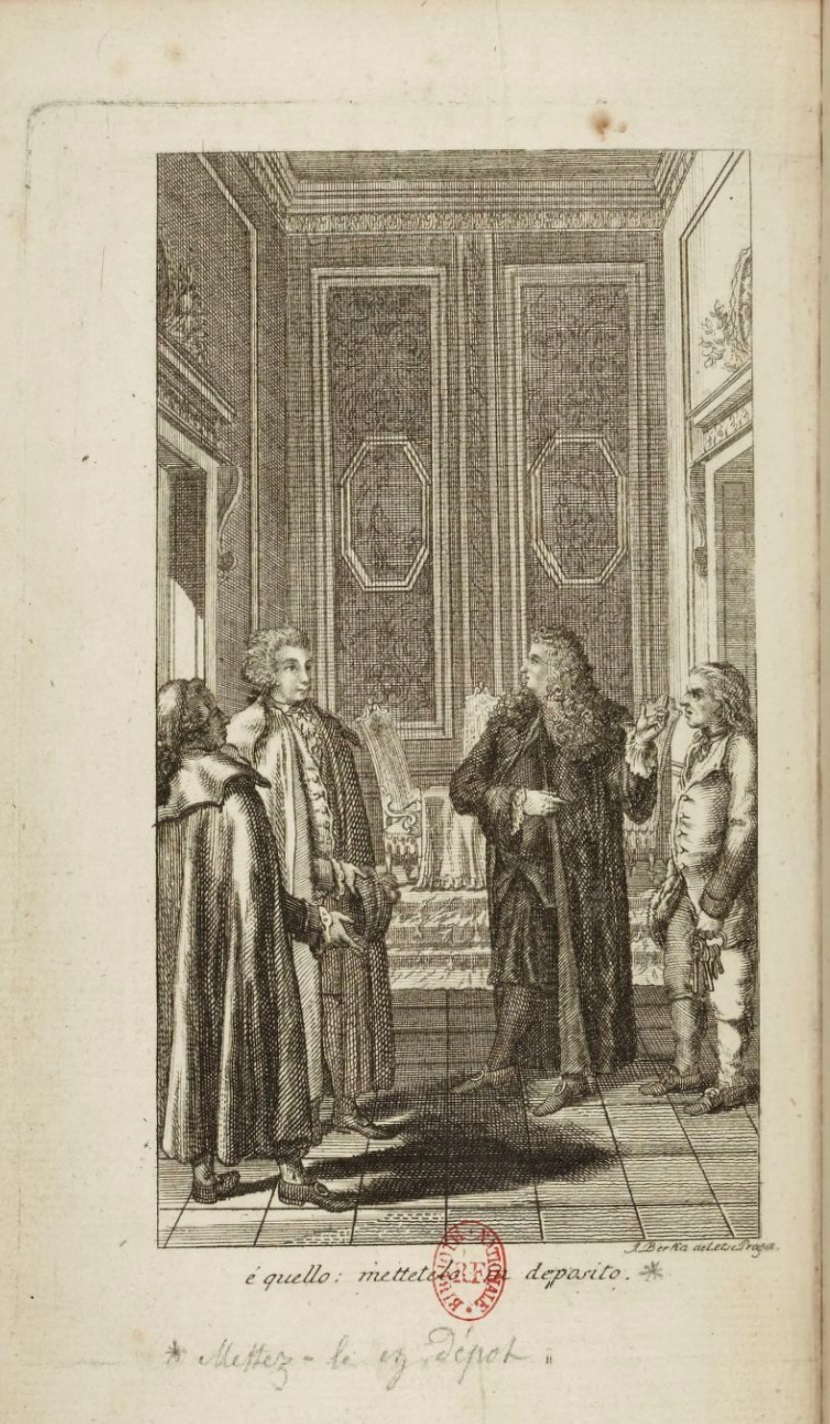
L'arresto di Casanova (illustrazione per Storia della mia fuga)

Anche la sua adesione alla Massoneria, che era nota agli Inquisitori, non gli giovava, così come la scandalosa relazione intrattenuta con "suor M.M.", certamente appartenente al patriziato, monaca nel convento di S. Maria degli Angeli in Murano e amante dell'ambasciatore di Francia, abate De Bernis. Insomma, l'oligarchia al potere non poteva tollerare oltre che un individuo ritenuto socialmente pericoloso restasse in circolazione.
Tuttavia gli appoggi, di cui certamente poteva disporre nell'ambito del patriziato, lo aiutarono notevolmente, sia nell'ottenere una condanna "leggera" sia durante la reclusione, e forse addirittura ne agevolarono l'evasione. La contraddizione è solo apparente, perché Casanova fu sempre un personaggio ambivalente: per estrazione e mezzi faceva parte di una classe subalterna, anche se contigua alla nobiltà, ma per frequentazioni e protezioni poteva sembrare far parte, a qualche titolo, della classe al potere. A questo riguardo va anche considerato che il suo presunto padre naturale, Michele Grimani, apparteneva a una delle famiglie più illustri dell'aristocrazia veneziana, annoverando ben tre dogi e altrettanti cardinali. Questa paternità fu rivendicata da Casanova stesso nel libello Né amori né donne e sembra che anche la somiglianza di aspetto e di corporatura dei due avvalorasse parecchio la tesi.

### Dalla fuga dai Piombi al ritorno a Venezia (1756-1774)
Appena riavutosi dallo shock dell'arresto, Casanova cominciò a organizzare la fuga. Un primo tentativo fu vanificato da uno spostamento di cella. Nella notte fra il 31 ottobre e il 1º novembre 1756 mise in atto il suo piano: passando dalla cella alle soffitte, attraverso un foro nel soffitto praticato da un compagno di reclusione, il frate Marino Balbi, uscì sul tetto e successivamente si calò di nuovo all'interno del palazzo da un abbaino. Passò quindi, in compagnia del complice, attraverso varie stanze e fu infine notato da un passante, che pensò fosse un visitatore rimasto chiuso all'interno e chiamò uno degli addetti al palazzo il quale aprì il portone, consentendo ai due di uscire e di allontanarsi fulmineamente con una gondola.
Si diressero velocemente verso nord. Si fecero portare in barca a Mestre e in prossimità del Teatro Balbi trovarono una carrozza e dei cavalli per proseguire la fuga. Il problema era seminare gli inseguitori: infatti la fuga gettava un'ombra sull'amministrazione della giustizia di Venezia ed era chiaro che gli Inquisitori avrebbero tentato di tutto per riacciuffare gli evasi. Dopo brevi soggiorni a Bolzano (dove i banchieri Menz lo ospitarono e aiutarono economicamente), Monaco di Baviera (dove Casanova finalmente si liberò della scomoda presenza del frate), Augusta e Strasburgo, il 5 gennaio 1757 arrivò a Parigi, dove nel frattempo il suo amico De Bernis era divenuto ministro e quindi gli appoggi non gli mancavano.

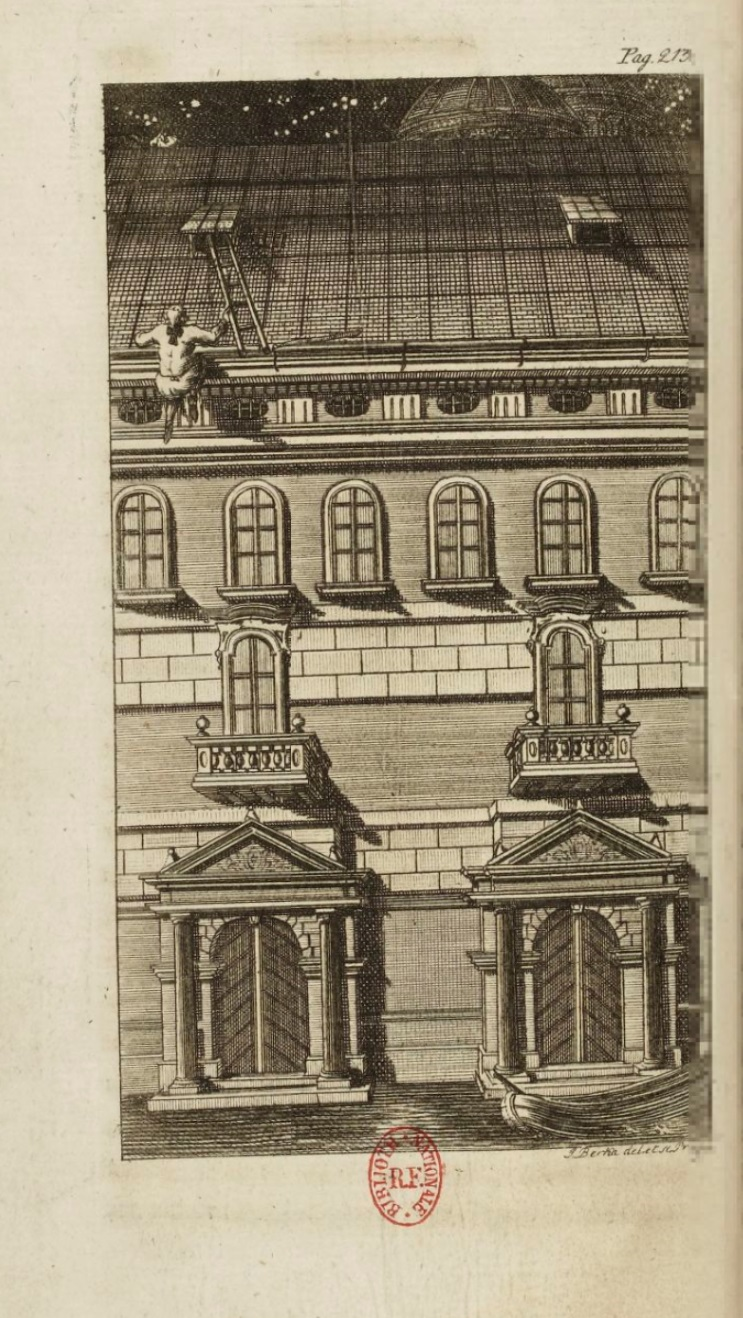
Illustrazione da Storia della mia fuga

Rinfrancato e trovata una sistemazione, iniziò a dedicarsi alla sua specialità: brillare in società, frequentando quanto di meglio la capitale potesse offrire. Conobbe tra gli altri la marchesa d'Urfé nobildonna ricchissima e stravagante, con la quale intrattenne una lunga relazione, dilapidando cospicue somme di denaro che lei gli metteva a disposizione, soggiogata dal suo fascino e dal consueto corredo di rituali magici.
Il 28 marzo 1757 assistette, come accompagnatore di alcune dame «incuriosite da quell'orrendo spettacolo» (mentre lui distolse lo sguardo) e di un conte trevigiano, alla cruenta esecuzione (tramite squartamento) di Robert François Damiens, che aveva attentato alla vita di Luigi XV.
Molto fantasioso, come al solito, si fece promotore di una lotteria nazionale, allo scopo di rinsaldare le finanze dello stato. Osservava che questo era l'unico modo di far contribuire di buon grado i cittadini alla finanza pubblica. L'intuizione era talmente valida che ancora adesso il sistema è molto praticato.
L'iniziativa venne autorizzata ufficialmente e Casanova venne nominato "Ricevitore" il 27 gennaio 1758.
Nel settembre dello stesso anno, De Bernis fu nominato cardinale; un mese dopo Casanova fu incaricato dal governo francese di una missione segreta nei Paesi Bassi.
Al suo ritorno fu coinvolto in un'intricata faccenda riguardante una gravidanza indesiderata di un'amica, la scrittrice veneziana Giustiniana Wynne. Di madre italiana e padre inglese, Giustiniana era stata al centro dell'attenzione per la sua rovente relazione con il patrizio veneziano Andrea Memmo. Questi aveva cercato in tutti i modi di sposarla, ma la ragion di stato (lui era membro di una delle dodici famiglie - cosiddette apostoliche - più nobili di Venezia) glielo aveva impedito, a causa di alcuni oscuri trascorsi della madre di lei, e, in seguito allo scandalo che ne era sortito, i Wynne avevano lasciato Venezia. Giunta a Parigi, trovandosi in stato interessante e di conseguenza in grosse difficoltà, la ragazza si rivolse per aiuto a Casanova, che aveva conosciuto a Venezia e che era anche ottimo amico del suo amante. La lettera con cui implorava aiuto è stata ritrovata ed è singolare la schiettezza con cui la ragazza si rivolge a Casanova, dimostrando una fiducia totale in quest'ultimo, tenuto conto dell'enorme rischio a cui si esponeva (e lo esponeva) nel caso in cui il messaggio fosse caduto nelle mani sbagliate.
Casanova si prodigò per darle aiuto, ma incorse in una denuncia per concorso in pratiche abortive, presentata dall'ostetrica Reine Demay in combutta con un losco personaggio, Louis Castel-Bajac, per estorcere denaro in cambio di una ritrattazione. Benché l'accusa fosse molto grave, Casanova riuscì a cavarsela con la consueta presenza di spirito e fu prosciolto, mentre la sua accusatrice finì in carcere. L'amica abbandonò l'idea di interrompere la gravidanza e in seguito partorì nel convento in cui si era rifugiata. Ceduti i suoi interessi nella lotteria, Casanova si imbarcò in una fallimentare operazione imprenditoriale, una manifattura di tessuti, che naufragò anche a causa di una forte restrizione delle esportazioni derivante dalla guerra in corso. I debiti che ne derivarono lo condussero per un po' in carcere (agosto 1759). Come al solito, il provvidenziale intervento della ricca e potente marchesa d'Urfé lo tolse dall'incomoda situazione.

Gli anni successivi furono un intenso continuo peregrinare per l'Europa. Si recò nei Paesi Bassi, poi in Svizzera, dove incontrò Voltaire nel castello di Ferney. L'incontro con Voltaire, il maggior intellettuale vivente all'epoca, occupa parecchie pagine dell'Histoire ed è riferito nei minimi particolari; Casanova esordì dicendo che era il giorno più felice della sua vita e che per vent'anni aveva aspettato di incontrarsi con il suo "maestro"; Voltaire gli rispose che sarebbe stato ancora più onorato se, dopo quell'incontro, lo avesse aspettato per altri vent'anni. Un riscontro obiettivo si trova in una lettera di Voltaire a Nicolas-Claude Thieriot, datata 7 luglio 1760, in cui la figura del visitatore viene tratteggiata con ironia. Lo stesso Casanova non era d'accordo con molte idee di Voltaire («Voltaire [...] doveva capire che il popolo per la pace generale della nazione ha bisogno di vivere nell'ignoranza», dirà in seguito), e quindi rimase insoddisfatto, anche se scrisse poi delle parole di stima per il patriarca dell'illuminismo: 
In seguito tornò in Italia, a Genova, Firenze e Roma. Qui viveva il fratello Giovanni, pittore, allievo di Mengs. Durante il soggiorno romano presso il fratello fu ricevuto dal papa Clemente XIII.
Nel 1762 ritornò a Parigi, dove riprese a esercitare pratiche esoteriche insieme alla marchesa d'Urfé, fino a che quest'ultima, resasi conto di essere stata per anni presa in giro con l'illusione di rinascere giovane e bella per mezzo di pratiche magiche, troncò ogni rapporto con l'improvvisato stregone che, dopo poco tempo, lasciò Parigi, dove il clima che si era creato non gli era più favorevole, per Londra, dove fu presentato a corte.
Nella capitale inglese conobbe la funesta Charpillon, con la quale cercò di intessere una relazione. In questa circostanza anche il grande seduttore mostrò il suo lato debole e questa scaltra ragazza lo portò fin sull'orlo del suicidio. Non che fosse un grande amore, ma evidentemente Casanova non poteva accettare di essere trattato con indifferenza da una ragazza qualsiasi. E più lui vi s'intestardiva, più lei lo menava per il naso. Alla fine riuscì a liberarsi di questa assurda situazione e si diresse verso Berlino. Qui incontrò il re Federico il Grande, che gli offrì un modesto posto d'insegnante nella scuola dei cadetti. Rifiutata sdegnosamente la proposta, Casanova si diresse verso la Russia e giunse a San Pietroburgo nel dicembre del 1764. Qui fece la conoscenza di Pëtr Ivanovič Melissino, che lo introdusse negli ambienti massonici locali.
L'anno successivo si recò a Mosca e in seguito incontrò l'imperatrice Caterina II, anche lei annessa alla straordinaria collezione di personaggi storici incontrati nel corso delle sue infinite peregrinazioni. Merita una riflessione la straordinaria facilità con cui Casanova aveva accesso a personaggi di primissimo piano, che certo non erano usi a incontrarsi con chiunque. Evidentemente la fama lo precedeva regolarmente e, almeno per effetto della curiosità suscitata, gli consentiva di penetrare nei circoli più esclusivi delle capitali.
Un po' la questione si autoalimentava, nel senso che in qualsiasi luogo si trovasse, Casanova si dava sempre un gran da fare per ottenere lettere di presentazione per la destinazione successiva. Evidentemente ci aggiungeva del suo: aveva conversazione brillante, una cultura enciclopedica fuori del comune e, quanto a esperienze di viaggio, ne aveva accumulate infinite, in un'epoca in cui la gente non viaggiava un granché. Insomma Casanova il suo fascino lo aveva, e non lo spendeva solo con le donne.
Nel 1766 in Polonia avvenne un episodio che segnò profondamente Casanova: il duello con il conte Branicki. Questi, durante un litigio a causa della ballerina veneziana Anna Binetti, lo aveva apostrofato chiamandolo poltrone veneziano. Il conte era un personaggio di rilievo alla corte del re Stanislao II Augusto Poniatowski e per uno straniero privo di qualsiasi copertura politica non era molto consigliabile contrastarlo. Quindi, anche se offeso pesantemente dal conte, qualsiasi uomo di normale prudenza si sarebbe ritirato in buon ordine; Casanova, invece, che evidentemente non era solo un amabile conversatore e un abile seduttore, ma anche un uomo di coraggio, lo sfidò in un duello alla pistola. Faccenda assai pericolosa, sia in caso di soccombenza sia in caso di vittoria, in quanto era facile attendersi che gli amici del conte ne avrebbero rapidamente vendicato la morte.

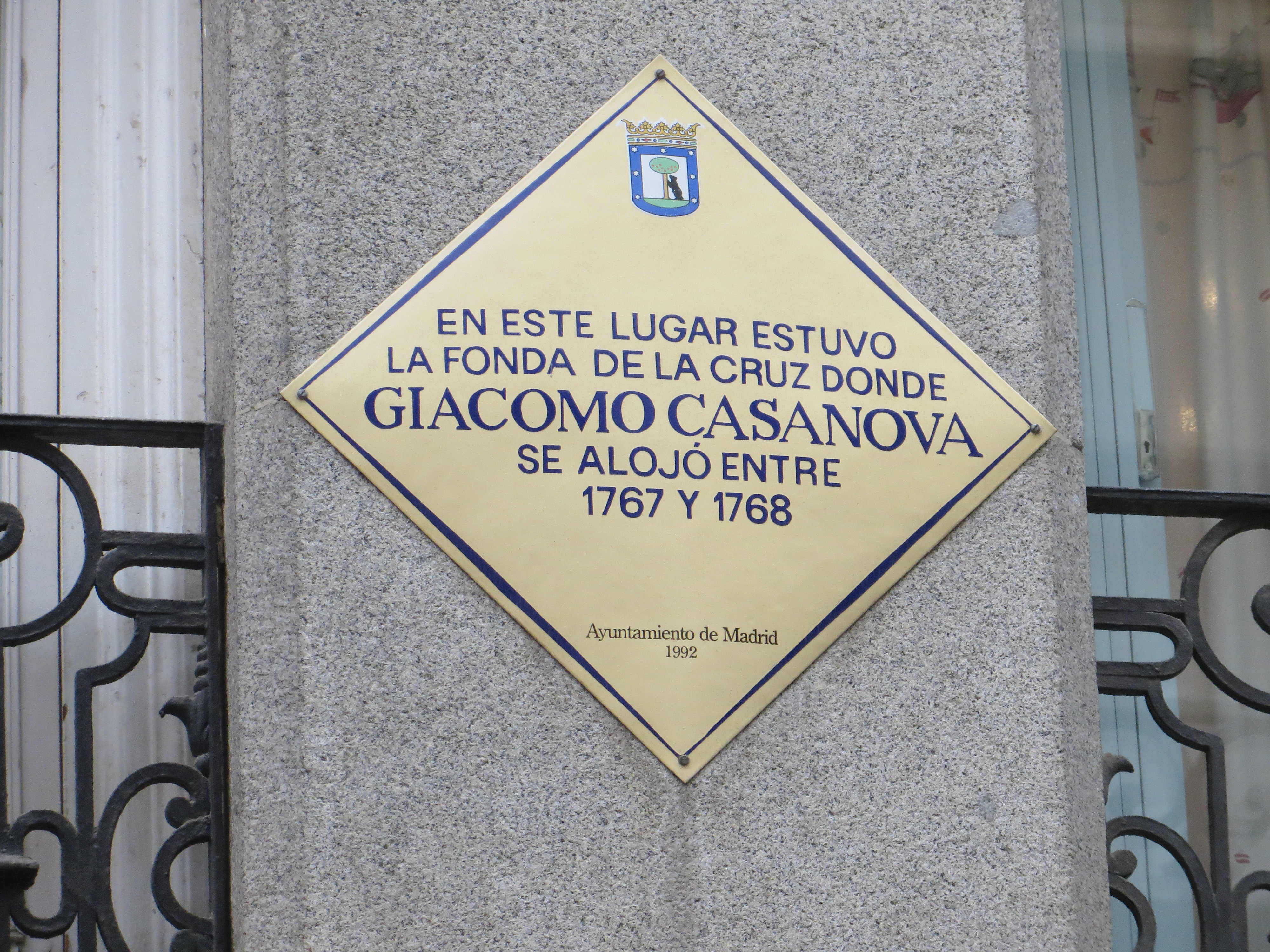
Targa commemorativa del soggiorno di Casanova a Madrid

Il conte ne uscì ferito in modo gravissimo, ma non abbastanza da impedirgli di pregare onorevolmente i suoi di lasciare andare indenne l'avversario, che si era comportato secondo le regole. Seppur ferito abbastanza seriamente a un braccio, Casanova riuscì a lasciare l'inospitale paese.
La buona stella sembrava avergli voltato le spalle. Si diresse a Vienna, da dove fu espulso. Tornò a Parigi, dove, alla fine di ottobre, lo raggiunse la notizia della morte di Bragadin, il quale, più che un protettore, era stato per Casanova un padre adottivo. Pochi giorni dopo (6 novembre 1767) fu colpito da una lettre de cachet del re Luigi XV, con la quale gli veniva intimato di lasciare il paese. Il provvedimento era stato richiesto dai parenti della marchesa d'Urfé, i quali intendevano mettere al riparo da ulteriori rischi le pur cospicue sostanze di famiglia.
Si recò quindi in Spagna, ormai alla disperata ricerca di una qualche occupazione, ma anche qui non andò meglio: fu gettato in prigione con motivi pretestuosi e la faccenda durò più di un mese. Lasciò la Spagna e approdò in Provenza, dove però si ammalò gravemente (gennaio 1769).
Fu assistito grazie all'intervento della sua amata Henriette che, nel frattempo sposatasi e rimasta vedova, aveva conservato di lui un ottimo ricordo. Riprese presto il suo peregrinare, recandosi a Roma,
Napoli, Bologna, Trieste. In questo periodo si infittirono i contatti con gli Inquisitori veneziani per ottenere l'agognata grazia, che finalmente giunse il 3 settembre 1774.

### Dal ritorno a Venezia alla morte (1774-1798)
La narrazione delle Memorie casanoviane cessa alla metà di febbraio del 1774. Ritornato a Venezia dopo diciott'anni, Casanova riannodò le vecchie amicizie, peraltro mai sopite grazie a un'intensissima attività epistolare. Per vivere, si propose agli Inquisitori come spia, proprio in favore di coloro che erano stati tanto decisi prima a condannarlo alla reclusione e poi a costringerlo a un lungo esilio. Le riferte di Casanova non furono mai particolarmente interessanti e la collaborazione si trascinò stancamente fino a interrompersi per "scarso rendimento". Probabilmente qualcosa in lui si opponeva a esser causa di persecuzioni che, avendole provate in prima persona, conosceva bene.

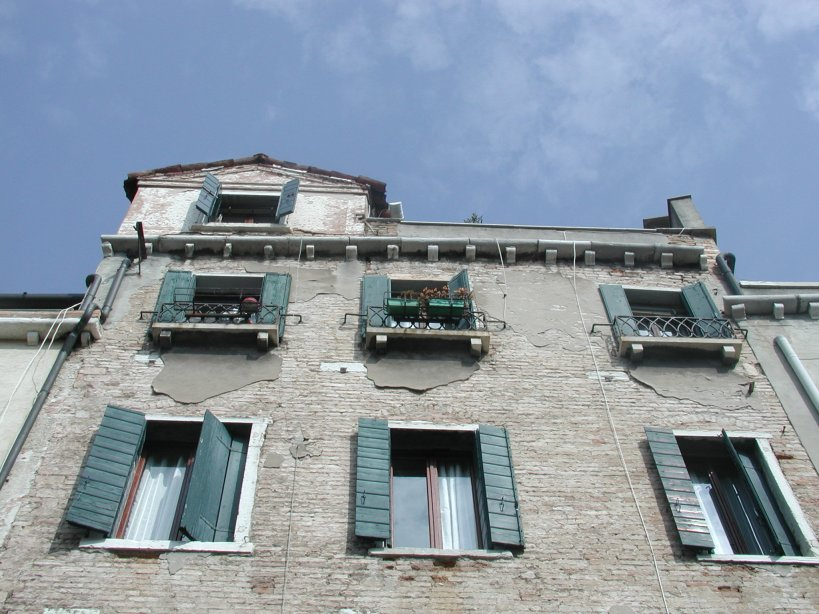
L'ultima abitazione veneziana di Casanova

Rimasto senza fonti di sostentamento, si dedicò all'attività di scrittore, utilizzando la sua vasta rete di relazioni per procurare sottoscrittori alle sue opere. All'epoca si usava far sottoscrivere un ordinativo di libri prima ancora di aver dato alle stampe o addirittura terminato l'opera, in modo da esser certi di poter sostenere gli elevati costi di stampa. Infatti la composizione avveniva manualmente e le tirature erano bassissime. Nel 1775 pubblicò il primo tomo della traduzione dell'Iliade. La lista di sottoscrittori, cioè di coloro che avevano finanziato l'opera, era davvero notevole e comprendeva oltre duecentotrenta nomi fra quelli più in vista a Venezia, comprese le alte autorità dello stato, sei Procuratori di San Marco in carica due figli del doge Mocenigo, professori dell'università di Padova e così via. Va rilevato che, per essere un ex carcerato evaso e poi graziato, aveva delle frequentazioni di altissimo livello. Il fatto di far parte della lista non era tenuto segreto, ma in una città piccola, in cui le persone che contavano si conoscevano tutte, era di pubblico dominio; dunque le adesioni dimostravano che, malgrado le sue vicissitudini, Casanova non era affatto un emarginato. Anche qui è opportuna una riflessione sull'ambivalenza del personaggio e sul suo eterno oscillare tra la classe reietta e quella privilegiata.
In questo stesso periodo iniziò una relazione con Francesca Buschini, una ragazza molto semplice e incolta che per anni avrebbe scritto a Casanova, dopo il suo secondo esilio da Venezia, delle lettere (ritrovate a Dux) di un'ingenuità e tenerezza commoventi, utilizzando un lessico molto influenzato dal dialetto veneziano, con evidenti tentativi di italianizzare il più possibile il testo. Questa fu l'ultima relazione importante di Casanova, che rimase molto attaccato alla donna: anche quando ne fu irrimediabilmente lontano, rattristato profondamente dal crepuscolo della sua vita, teneva una fitta corrispondenza con Francesca, oltre a continuare a pagare, per anni, l'affitto della casa in Barbaria delle Tole in cui avevano convissuto, inviandole, quando ne aveva la possibilità, lettere di cambio con discrete somme di denaro.
Il nome della calle deriva dalla presenza, in tempi antichi, di falegnamerie che riducevano in tavole (tole, in dialetto veneziano) i tronchi d'albero. La calle si trova nelle immediate vicinanze del Campo SS. Giovanni e Paolo. L'ultima abitazione veneziana di Giacomo Casanova è sita in Barbarìa delle Tole, al civico 6673 del sestiere di Castello. L'identificazione certa è stata ricavata da una lettera a Casanova di Francesca Buschini, ritrovata a Dux (odierna Duchcov, Repubblica Ceca), datata 13 dicembre 1783. L'appartamento occupato da Casanova e dalla Buschini (di proprietà della nobile famiglia Pesaro di S. Stae), affittato a 96 lire venete a trimestre, corrisponde alle tre finestre del terzo piano situate sotto la soffitta che si vede in alto a sinistra (vedi foto). La lettera in questione, spedita dalla Buschini a Casanova ormai in esilio, faceva riferimento alla casa antistante "È morto la moglie del maestro di spada che mi stà in fasa di me quela casa in mezzo al brusà, giovine e anche bela la era..." (testo originale tratto dall'edizione critica delle lettere di F. Buschini a cura di Marco Leeflang, Utrecht, Marie-Françose Luna, Grenoble, Antonio Trampus, Trieste, Lettres de Francesca Buschini à G. Casanova, 1996, cit. in bibl.) Poiché tutti i caseggiati antistanti erano andati distrutti a causa di due successivi incendi, avvenuti nel 1683 e nel 1686, l'area era rimasta praticamente priva di fabbricati e destinata a giardino. L'unico fabbricato ancora esistente era quello dinanzi al 6673. In seguito la situazione non ha subito modifiche di rilievo; l'edificio in questione, antistante al 6673, si trova tra il ramo primo e il ramo secondo "Del brusà" e quindi l'identificazione appare fondata e verificabile.
Negli anni successivi pubblicò altre opere e cercò di arrabattarsi come meglio poté. Ma il suo carattere impetuoso gli giocò un brutto scherzo: offeso platealmente in casa Grimani da un certo Carletti, col quale aveva questionato per motivi di denaro, si risentì perché il padrone di casa aveva preso le parti del Carletti. Decise a questo punto di vendicarsi componendo un libello, Né amori né donne, ovvero la stalla ripulita in cui, pur sotto un labile travestimento mitologico, facilmente svelabile, sostenne chiaramente di essere lui stesso il vero figlio di Michele Grimani, mentre Zuan Carlo Grimani sarebbe stato "notoriamente" frutto del tradimento della madre (Pisana Giustinian Lolin) con un altro nobile veneziano, Sebastiano Giustinian.
Probabilmente era tutto vero, anche perché in una città in cui le distanze tra le case si misuravano a spanne, si circolava in gondola e c'erano stuoli di servitori che ovviamente spettegolavano a più non posso, era impensabile poter tenere segreto alcunché. Comunque, anche in questo caso l'aristocrazia fece quadrato e Casanova fu costretto all'ultimo, definitivo, esilio. Tuttavia la questione non passò inosservata, se si ritenne opportuno far circolare un libello anonimo, con cui si replicava allo scritto casanoviano, intitolato "Contrapposto o sia il riffiutto mentito, e vendicato al libercolo intitolato Ne amori ne donne ovvero La stalla ripulita, di Giacomo Casanova".

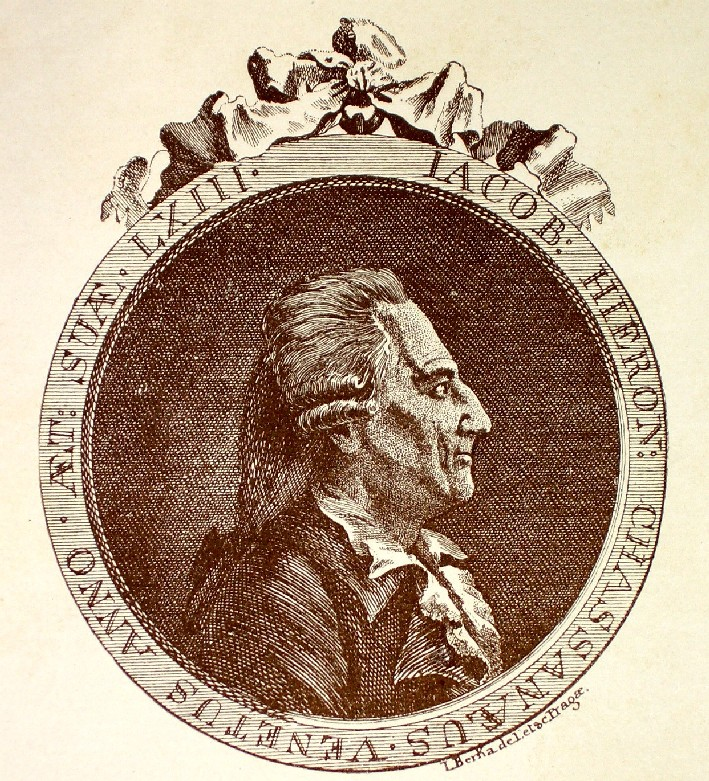
Ritratto del 1788

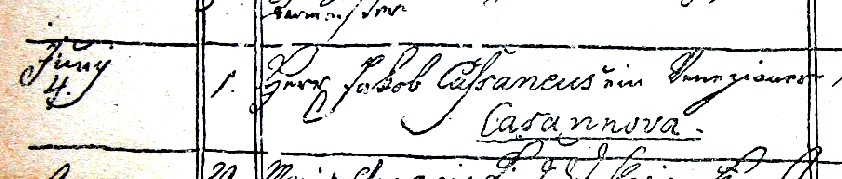
Annotazione della morte di Casanova nei registri di Dux

Lasciò Venezia nel gennaio 1783 e si diresse verso Vienna. Per un po' fece da segretario all'ambasciatore veneziano Sebastiano Foscarini; poi, alla morte di questi, accettò un posto di bibliotecario nel castello del conte di Waldstein a Dux, in Boemia. Lì trascorse gli ultimi tristissimi anni della sua vita, sbeffeggiato dalla servitù, ormai incompreso, e considerato il relitto di un'epoca tramontata per sempre.
Da Dux, Casanova dovette assistere alla Rivoluzione francese, alla caduta della Repubblica di Venezia, al crollare del suo mondo, o perlomeno di quel mondo a cui aveva sognato di appartenere stabilmente. L'ultimo conforto, oltre alle lettere numerosissime degli amici veneziani che lo tenevano al corrente di quanto accadeva nella sua città, fu la composizione della Histoire de ma vie, l'opera autobiografica che assorbì tutte le sue residue energie, compiuta con furore instancabile quasi per non farsi precedere da una morte che ormai sentiva vicina.
Scrivendola, Casanova riviveva una vita assolutamente irripetibile, tanto da entrare nel mito, nell'immaginario collettivo, una vita «opera d'arte». Morì il 4 giugno del 1798. Le sue ultime parole furono: «Gran Dio, e voi testimoni della mia morte, ho vissuto da filosofo e muoio da cristiano».
Si suppone che la salma sia stata sepolta nella chiesetta di Santa Barbara, nei pressi del castello, ma riguardo all'identificazione corretta del luogo di sepoltura le notizie sono piuttosto vaghe, e non ci sono che ipotesi non correttamente documentate.

## Opere
- 1752 - Zoroastro, tragedia tradotta dal Francese, da rappresentarsi nel Regio Elettoral Teatro di Dresda, dalla compagnia de' comici italiani in attuale servizio di Sua Maestà nel carnevale dell'anno MDCCLII. Dresda.
- 1753 - La Moluccheide, o sia i gemelli rivali. Dresda
- 1769 - Confutazione della Storia del Governo Veneto d'Amelot de la Houssaie, Amsterdam (Lugano).
- 1772 - Lana caprina. Epistola di un licantropo. Bologna.
- 1774 - Istoria delle turbolenze della Polonia. Gorizia.
- 1775 - Dell'Iliade di Omero tradotta in ottava rima. Venezia.
- 1779 - Scrutinio del libro "Eloges de M. de Voltaire par différents auteurs". Venezia.

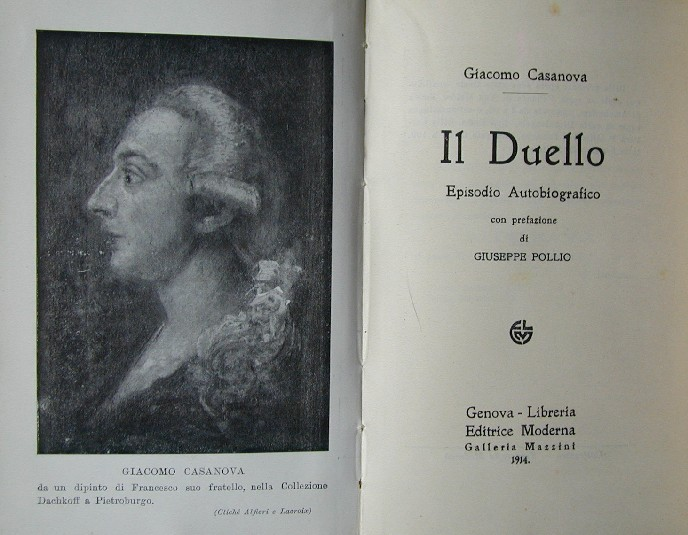
Il duello, ed. 1914

- 1780 - Opuscoli miscellanei - Il duello - Lettere della nobil donna Silvia Belegno alla nobildonzella Laura Gussoni. Venezia.
- 1781 - Le messager de Thalie. Venezia.
- 1782 - Di aneddoti viniziani militari ed amorosi del secolo decimoquarto sotto i dogadi di Giovanni Gradenigo e di Giovanni Dolfin. Venezia.
- 1782 - Né amori né donne ovvero la stalla ripulita. Venezia.
- 1784 - Lettre historico-critique sur un fait connu, dependant d'une cause peu connu... Amburgo (Dessau).
- 1784 - Expositionne raisonée du différent, qui subsiste entre le deux Républiques de Venise, et d'Hollande. Vienna.
- 1785 - Supplément à l'Exposition raisonnée. Vienna.
- 1785 - Esposizione ragionata della contestazione, che susiste trà le due Repubbliche di Venezia, e di Olanda. Venezia.
- 1785 - Supplemento alla Esposizione ragionata della controversia. Venezia.
- 1785 - Lettre a monsieur Jean et Etienne Luzac.... Vienna.
- 1785 - Lettera ai signori Giovanni e Stefano Luzac.... Venezia.
- 1786 - Soliloque d'un penseur, Prague chez Jean Ferdinande noble de Shonfeld imprimeur et libraire.
- 1787 - Histoire de ma fuite des prisons de la République de Venise qu'on appelle les Plombs. Ecrite à Dux en Bohème l'année 1787, Leipzig chez le noble de Shonfeld 1788. Historia della mia fuga dalle prigioni della republica di Venezia dette "li Piombi", prima edizione italiana a cura di Salvatore di Giacomo (prefazione e traduzione). Alfieri&Lacroix editori, Milano 1911.
- 1788 - Icosameron ou histoire d'Edouard, et d'Elisabeth qui passèrent quatre vingts ans chez les Mégramicres habitante aborigènes du Protocosme dans l'interieur de notre globe, traduite de l'anglois par Jacques Casanova de Seingalt Vénitien Docteur èn lois Bibliothécaire de Monsieur le Comte de Waldstein seigneur de Dux Chambellan de S.M.I.R.A., Prague à l'imprimerie de l'école normale. Praga. (romanzo di fantascienza)
- 1790 - Solution du probleme deliaque démontrée par Jacques Casanova de Seingalt, Bibliothécaire de Monsieur le Comte de Waldstein, segneur de Dux en Boheme e c., Dresde, De l'imprimerie de C.C. Meinhold.
- 1790 - Corollaire a la duplication de l'Hexaedre donée a Dux en Boheme, par Jacques Casanova de Seingalt, Dresda.
- 1790 - Demonstration geometrique de la duplicaton du cube. Corollaire second, Dresda.
- 1792 - Lettres écrites au sieur Faulkircher par son meilleur ami, Jacques Casanova de Seingalt, le 10 Janvier 1792.
- 1797 - A Leonard Snetlage, Docteur en droit de l'Université de Gottingue, Jacques Casanova, docteur en droit de l'Universitè de Padoue. Dresda.

### Edizioni postume
- 1886 - Le Polemoscope, a cura di Gustave Kahn, Paris, La Vogue.
- 1960-1962 - Histoire de ma vie, F.A. Brockhaus, Wiesbaden e Plon, Parigi. Edizioni italiane basate sul manoscritto originale: Piero Chiara (a cura di), traduzione Giancarlo Buzzi - Giacomo Casanova, Storia della mia vita, ed. Mondadori 1965. 7 voll. di cui uno di note, documenti e apparato critico. Piero Chiara e Federico Roncoroni (a cura di) - Giacomo Casanova, Storia della mia vita, Milano, Mondadori "I meridiani" 1983. 3 voll. Ultima edizione: Milano, Mondadori "I meridiani", 2001.
- 1968 - Saggi libelli e satire di Giacomo Casanova, a cura di Piero Chiara, Milano. Longanesi & C.
- 1969 - Epistolario (1759 - 1798) di Giacomo Casanova, a cura di Piero Chiara, Milano. Longanesi & C.
- 1978 - Rapporti di Giacomo Casanova con i paesi del Nord. A proposito dell'inedito "Prosopopea Ecaterina II (1773-74)", a cura di Enrico Straub. Venezia. Centro tedesco di studi veneziani.
- 1985 - Examen des "Etudes de la Nature" et de "Paul et Virginie" de Bernardin de Saint Pierre, a cura di Marco Leeflang e Tom Vitelli. Utrecht, 1985. Edizione italiana: Analisi degli Studi della natura e di Paolo e Virginia di Bernardin de Saint-Pierre, a cura di Gianluca Simeoni, Bologna, Pendragon, 2003, ISBN 88-8342-202-3
- 1990 - Pensieri libertini, a cura di Federico di Trocchio (sulle opere filosofiche inedite rinvenute a Dux), Milano, Rusconi.
- 1993 - Philocalies sur les sottises des mortels, a cura di Tom Vitelli. Salt Lake City.
- 1993 - Jacques Casanova de Seingalt - Histoire de ma vie. Texte intégral du manuscrit original, suivi de textes inédits. Édition présentée et établie par Francis Lacassin. ISBN 2-221-06520-4. Éditions Robert Laffont.
- 1997 - Iliade di Omero in veneziano Tradotta in ottava rima. Canto primo. Riproduzione integrale del manoscritto a fronte, Venezia, Editoria Universitaria.
- 1998 - Iliade di Omero in veneziano Tradotta in ottava rima. Canto secondo. Riproduzione integrale del manoscritto a fronte. Venezia, Editoria Universitaria.
- 1999 - Storia della mia vita, traduzione Pietro Bartalini Bigi e Maurizio Grasso. Roma, Newton Compton, coll. « I Mammut », 1999, 2 vol. ISBN 978-88-82-89028-5.
- 2005 - Iliade di Omero in veneziano. Tradotta in ottava rima. Riproduzione integrale del manoscritto a fronte. Venezia, Editoria Universitaria, ISBN 978-88-88618-47-0
- 2005 - Dell'Iliade d'Omero tradotta in veneziano da Giacomo Casanova. Canti otto. Mariano del Friuli, Edizioni della Laguna.
- 2005 - Dialoghi sul suicidio. Roma, Aracne, ISBN 88-548-0312-X
- 2006 - Iliade di Omero in idioma toscano'. Riproduzione integrale dell'edizione Modesto Fenzo (1775-1778). Venezia, Editoria Universitaria.
- 2013 - Histoire de ma vie, tome I. Édition publiée sous la direction de Gérard Lahouati et Marie-Françoise Luna avec la collaboration de Furio Luccichenti et Helmut Watzlawick. Collection Bibliothèque de la Pléiade (nº 132), Gallimard. Parigi. ISBN 978-2-07-011712-3
- 2013 - Histoire de ma vie, tome I. Édition établie par Jean-Christophe Igalens et Érik Leborgne, Laffont, Bouquins. Parigi. ISBN 2-221-13135-5
- 2015 - Histoire de ma vie, tome II. Édition établie par Jean-Christophe Igalens et Érik Leborgne, Laffont, Bouquins. Parigi. ISBN 978-2-22-113136-7
- 2015 - Histoire de ma vie, tome II. Édition publiée sous la direction de Gérard Lahouati et Marie-Françoise Luna avec la collaboration de Furio Luccichenti et Helmut Watzlawick. Collection Bibliothèque de la Pléiade (nº 137), Gallimard. Parigi. ISBN 978-2-07-013054-2
- 2015 - Histoire de ma vie, tome III. Édition publiée sous la direction de Gérard Lahouati et Marie-Françoise Luna avec la collaboration de Furio Luccichenti et Helmut Watzlawick. Collection Bibliothèque de la Pléiade (nº 147).[64] Gallimard. Parigi. ISBN 978-2-07-013055-9
- 2018 - Histoire de ma vie, tome III. Édition établie par Jean-Christophe Igalens et Érik Leborgne, Laffont, Bouquins. Parigi. ISBN 978-2-22-113137-4
- 2019 - Icosameron, traduzione di Serafino Balduzzi, Milano, Luni Editrice, 2019, ISBN 978-88-7984-611-0
- 2019 - Istoria delle turbolenze della Polonia, Milano, Luni Editrice, 2019, ISBN 978-88-7984-617-2
- 2021 - Contre Bonaparte (1786 - 1789), Textes établis et présentés par Branko Aleksić, Trieste, Drogheria 28, ISBN 978-88-96925-51-5
- 2022 - Correspondances familières avec ses parents et sa dernière compagne (années 1780-1798), Édition, presentation et notes de Furio Luccichenti et Marie Françoise Luna, Èdition Champion Paris, ISBN 978-2-7453-5715-1
- 2022 - Confutazione della Storia del Governo Veneto d'Amelot de la Houssaie, ristampa anastatica integrale in un unico volume dei tre tomi originali del 1769, Prefazione di Albert Gardin, edizione Repubblica dei Letterati, Venezia, 2022

## Valore letterario e fortuna dell'opera casanoviana

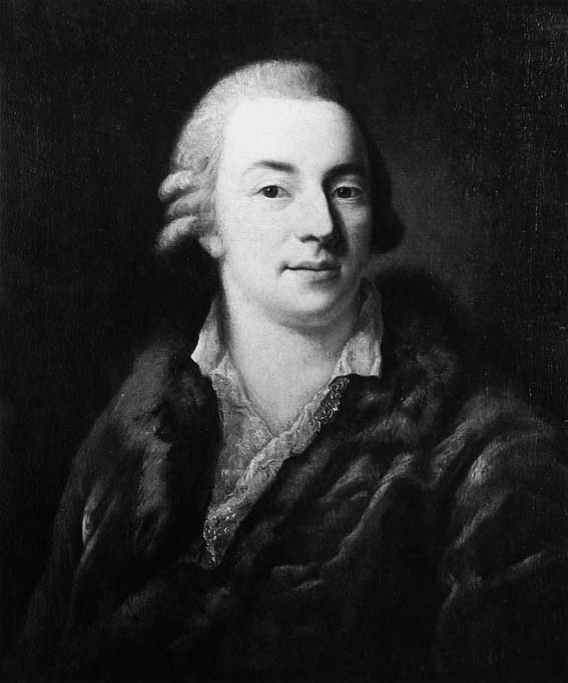
Presunto ritratto di Giacomo Casanova, attribuito ad Alessandro Longhi o, da alcuni, a Pietro Longhi

Sul valore letterario e la validità storica dell'opera di Giacomo Casanova si è discusso parecchio. Intanto bisogna distinguere tra l'opera autobiografica e il resto della produzione. Malgrado gli sforzi fatti per accreditarsi come letterato, storico, filosofo e addirittura matematico, Casanova non ebbe in vita, e tantomeno da morto, nessuna notorietà e nessun successo. Successo che arrise invece all'opera autobiografica, anche se si manifestò in tempi molto posteriori alla morte dell'autore.

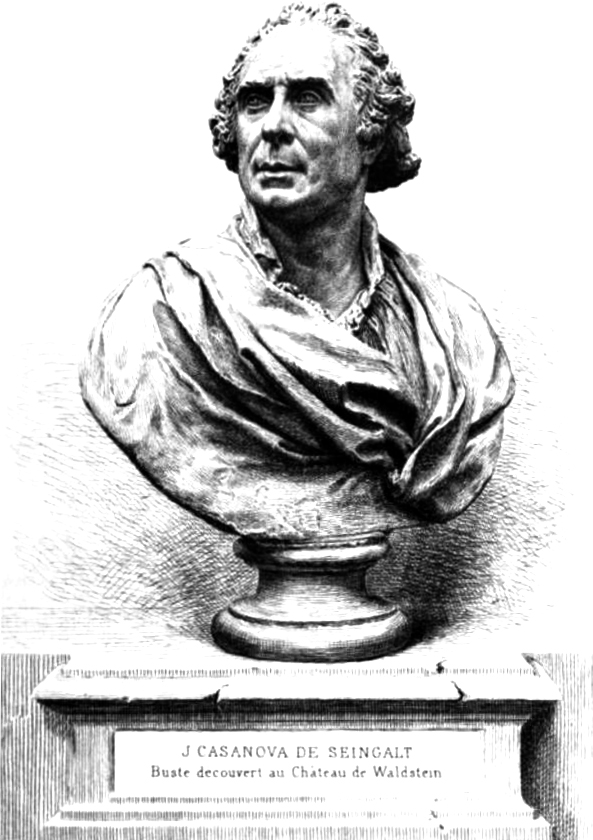
Disegno di un busto di Giacomo Casanova, ubicato in origine a Dux, oggi al Museo delle Arti Decorative di Vienna

La sua produzione fu spesso d'occasione, cioè di frequente i suoi scritti furono creati per ottenere qualche beneficio. Principale esempio è la Confutazione della Storia del Governo Veneto d'Amelot de la Houssaye, scritta in gran parte durante la detenzione a Barcellona nel 1768, che avrebbe dovuto servire, e infatti così fu, a ingraziarsi il governo veneziano e a ottenere la tanto sospirata grazia.
Lo stesso si può dire per opere scritte nella speranza di ottenere qualche incarico da Caterina II di Russia o da Federico II di Prussia. Altre opere, come l'Icosameron, avrebbero dovuto sancire il successo letterario dell'autore ma così non fu. Il primo vero successo editoriale fu ottenuto dall'Historia della mia fuga dai Piombi che ebbe una diffusione immediata e varie edizioni, sia in italiano sia in francese ma il caso è praticamente unico e di proporzioni limitate a causa delle dimensioni dell'opera costituita dal racconto dell'evasione. Sembra quasi che Casanova tollerasse le sue creature autobiografiche e il loro successo, continuando a inseguire, con opere non autobiografiche, un successo letterario che non arrivò mai.
Questo aspetto fu acutamente osservato da un memorialista suo contemporaneo, il principe Charles Joseph de Ligne, il quale scrisse che il fascino di Casanova stava tutto nei suoi racconti autobiografici, sia verbali sia trascritti, cioè sia la narrazione salottiera sia la versione stampata delle sue avventure. Tanto era brillante e trascinante quando parlava della sua vita- osserva de Ligne - quanto terribilmente noioso, prolisso, banale quando parlava o scriveva su altre materie. Ma sembra che questo, Casanova, non abbia mai voluto accettarlo. E soffriva tremendamente di non avere quel riconoscimento letterario o meglio scientifico a cui ambiva.
Da ciò si può comprendere l'astio nei confronti di Voltaire, che nascondeva una profonda invidia e una sconfinata ammirazione. Quindi anche contro la volontà dell'autore, quasi invidioso dei suoi figli più fortunati ma meno prediletti, le opere autobiografiche avrebbero potuto essere un grande successo editoriale quando egli era ancora in vita. Ma ciò avvenne in misura molto ridotta per vari motivi: principalmente perché questo filone fu iniziato tardi. Si pensi ad esempio che la narrazione della fuga dai Piombi, che costituì per decenni il cavallo di battaglia del Casanova salottiero, fu pubblicata soltanto nel 1787.
Inoltre l'opera "vera", cioè quella in cui aveva trasfuso tutto sé stesso, l'Histoire, fu scritta proprio negli ultimi anni di vita e il motivo è semplice: infatti lui stesso affermò, in una lettera del 1791 indirizzata a quel Zuan Carlo Grimani, da lui offeso molti anni prima e che era stato la causa del secondo esilio: "... ora che la mia età mi fa credere di aver finito di farla, ho scritto la Storia della mia vita...". Cioè sembra che per mettere su carta tutto in forma definitiva, l'autore dovesse prima ammettere con sé stesso che la storia era terminata e di futuro davanti da vivere non ce n'era più. Ammissione questa sempre dolorosa per chiunque, in particolare per un uomo che aveva creato una vita-capolavoro irripetibile.

Ma un altro aspetto, questo strutturale, ha ritardato la fortuna dell'opera autobiografica: l'Histoire era all'epoca assolutamente impubblicabile. Non è un caso che la prima edizione francese del manoscritto, acquistato dall'editore Friedrich Arnold Brockhaus di Lipsia nel 1821, fu pubblicata, dal 1826 al 1838, però in una versione notevolmente rimaneggiata da Jean Laforgue, il quale non si limitò a "purgare" l'opera, sopprimendo passi ritenuti troppo audaci, ma intervenne a tappeto modificando anche l'ideologia dell'autore, facendone una sorta di giacobino avverso alle oligarchie dominanti. Ciò non corrispondeva affatto alla verità storica, perché di Casanova si può dire che era ribelle e trasgressivo, ma politicamente era un fautore dell'ancien régime, come dimostrano chiaramente il suo epistolario, opere specifiche e la stessa Histoire. In un passo delle Memorie, Casanova esprime chiaramente il suo punto di vista sull'argomento della Rivoluzione: 
 Per l'edizione definitiva delle memorie si dovette attendere fino a quando la casa Brockhaus decise di pubblicare, insieme all'editore Plon di Parigi, dal 1960 al 1962, il testo originale in sei volumi curato da Angelika Hübscher. Ciò fu dovuto all'impianto generale dell'opera che era, a detta dell'autore e di smaliziati contemporanei come de Ligne, di un cinismo assolutamente impresentabile. Quello che essi chiamarono cinismo sarà considerato, due secoli dopo, modernità e realismo.
Casanova è già uno scrittore di costume "moderno". Non teme di rivelare situazioni, inclinazioni, attività, trame e soprattutto confessioni che erano all'epoca, e tali rimasero ancora dopo più di un secolo, assolutamente irriferibili. Naturalmente il primo problema, ma questo limitato a pochi anni dopo la morte dell'autore, fu quello di aver citato personaggi di primissimo piano, con circostanze molto precise del loro agire. Le memorie sono affollate all'inverosimile dagli attori principali della storia europea del Settecento, sia politica sia culturale. Probabilmente si farebbe prima a dire di chi Casanova non ha scritto, e chi non ha incontrato, tanto vasto è stato il panorama delle sue frequentazioni.
Ma questo, come si è detto, è marginale. L'altro problema, questo insuperabile, fu la sostanziale "immoralità" dell'opera casanoviana.
Ma ciò deve intendersi come contrarietà alle abitudini, ai tic, alle ipocrisie della fine del Settecento e, ancor di più, del successivo secolo, ancora più fobico e per certi versi molto meno aperto di quello che l'aveva preceduto. Casanova ha precorso i tempi: era troppo avanti per diventare un autore di successo. E forse se ne rendeva perfettamente conto. Nella lettera a Zuan Carlo Grimani, ricordata in precedenza, Casanova, parlando dell'Histoire, scrive testualmente: ... questa Storia, che verrà diffusa fino a sei volumi in ottavo e che sarà forse tradotta in tutte le lingue...
E poi, richiede una risposta ... perché io possa porla nei codicilli che formeranno il settimo volume postumo della Storia della mia vita. Tutto questo è avvenuto puntualmente.
Riguardo all'uso della lingua francese, Casanova vi fece riferimento nella prefazione:
Certo dell'immortalità della sua opera, se non al fine di garantirsela, Casanova preferì utilizzare la lingua che gli avrebbe consentito di raggiungere il maggior numero possibile di potenziali lettori. Molte opere minori, del resto, le scrisse in italiano, forse perché sapeva bene che esse non sarebbero divenute mai un monumento, come avvenne invece per la sua autobiografia. Carlo Goldoni, altro celebre veneziano, coevo al Casanova, scelse allo stesso modo di scrivere la propria autobiografia in francese.
L'autobiografia del Casanova, a parte il valore letterario, è un importante documento per la storia del costume, forse una delle opere letterarie più importanti per conoscere la vita quotidiana in Europa nel Settecento. Si tratta di una rappresentazione che, per le frequentazioni dell'autore e per la limitazione dei possibili lettori, riferisce principalmente delle classi dominanti dell'epoca, nobiltà e borghesia, ma questo non ne limita l'interesse in quanto anche i personaggi di contorno, di qualsiasi estrazione, sono rappresentati in modo vivissimo. Leggere quest'opera è uno strumento importante per conoscere il quotidiano degli uomini e delle donne di allora, per comprendere dal di dentro la vita di ogni giorno.
La fortuna dell'opera casanoviana, presso i protagonisti di vertice della scena letteraria mondiale, è stata ristretta solo all'opera autobiografica ed è stata vastissima. Iniziando da Stendhal, al quale fu attribuita la paternità dell'Histoire, a Foscolo il quale mise addirittura in dubbio l'esistenza storica del Casanova, Balzac, Hofmannstahl, Schnitzler, Hesse, Márai. Molti furono solo lettori e quindi influenzati in modo inconscio, altri scrissero opere ambientate nell'epoca di Casanova e di cui egli era protagonista.
Innumerevoli sono i riferimenti, nella letteratura moderna, a questa figura che ha finito per diventare un'antonomasia. In Italia l'interesse si è manifestato tra la fine dell'Ottocento e i primi del Novecento. La prima edizione italiana della Historia della mia fuga dai Piombi fu curata nel 1911 da Salvatore di Giacomo, il quale studiò anche i ripetuti soggiorni napoletani dell'avventuriero e su questo argomento scrisse un saggio. Seguirono Benedetto Croce e via via molti altri fino a Piero Chiara.
Un capitolo a parte andrebbe dedicato ai "casanovisti" cioè a tutti quelli che si sono occupati e si occupano, più o meno professionalmente, della vita e dell'opera del Casanova. Proprio a questa legione di sconosciuti si debbono infinite identificazioni di personaggi, revisioni e importantissimi ritrovamenti di documenti. Molto dell'opera casanoviana è ancora inedito, Nell'Archivio di Stato di Praga rimangono circa 10 000 documenti che attendono di essere studiati e pubblicati, oltre un numero imprecisato di lettere che probabilmente giacciono in chissà quanti archivi di famiglia sparsi per l'Europa. La grafomania dell'avventuriero fu veramente impressionante: la sua vita a un certo momento divenne totalmente e ossessivamente dedicata alla scrittura
Riguardo al mito del seduttore, Casanova, insieme a Don Giovanni, ne è stato l'incarnazione. Il paragone è d'obbligo ed è stato tema di numerose opere critiche. Le due figure finirono addirittura per fondersi, benché ritenute antitetiche dai maggiori commentatori: a parte il fatto che il veneziano era un personaggio reale e l'altro romanzesco, i due caratteri sono agli antipodi. Il primo amava le sue conquiste, si prodigava con generosità per renderle felici e cercava sempre di uscire di scena con un certo stile, lasciando dietro di sé una scia di nostalgia; l'altro invece rappresenta il collezionista puro, più mortifero che vitale, assolutamente indifferente all'immagine di sé e soprattutto agli effetti del suo agire, concentrato unicamente sul numero delle vittime della sua seduzione.
L'interpretazione del suo mito sarebbe fornita proprio dal libretto del Don Giovanni di Mozart, scritto da Lorenzo Da Ponte, in cui Leporello, il servo di Don Giovanni, in un'aria notissima recita: Madamina il catalogo è questo, delle belle che amò il padron mio... e prosegue snocciolando le innumerevoli conquiste, diligentemente registrate. Il fatto che alla redazione del libretto sembra abbia partecipato anche Casanova - come è stato sostenuto basandosi su documenti trovati a Dux, sul fatto che Da Ponte e Casanova si frequentassero e che l'avventuriero fosse sicuramente presente la sera in cui a Praga andò in scena la prima dell'opera mozartiana (29 ottobre 1787) - è tutto sommato marginale. La partecipazione, comunque molto limitata, di Casanova alla composizione del libretto di Da Ponte per l'opera mozartiana Don Giovanni, è ritenuta molto probabile da vari commentatori. L'elemento fondamentale è un autografo, rinvenuto a Dux, che contiene una variante del testo che si è ipotizzato facesse parte di una serie di interventi operati in accordo con Da Ponte e forse anche con lo stesso Mozart.

## Mostre
- 1998 Praga, Palazzo Lobkowicz, "Casanova v Čechách" (Casanova in Boemia). Catalogo: Casanova v Čechách, Praga, Gema Art 1998.

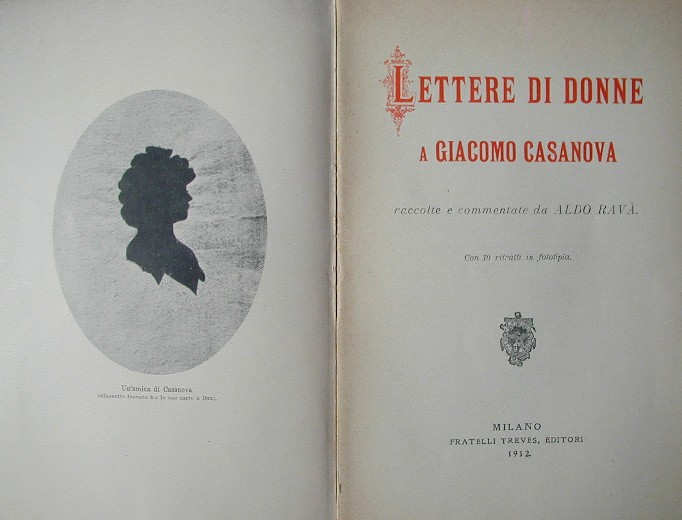
Lettere a G.C. raccolte da Aldo Ravà

- 1998 Venezia, Ca' Rezzonico "Il mondo di Giacomo Casanova". Catalogo: Il mondo di Giacomo Casanova, un veneziano in Europa 1725-1798, Venezia, Marsilio, 1998. ISBN 88-317-7028-4.
- 2010 Francia "Casanova for ever, 33 expositions Languedoc-Roussillon". Catalogo: Casanova For Ever, Emmanuel Latreille (dir.), Parigi, Editions Dilecta, 2010. ISBN 978-2-916275-72-7.
- 2011 Parigi, Biblioteca nazionale di Francia “Casanova, la passion de la liberté” (dal 15 novembre 2011 al 19 febbraio 2012). Catalogo: Casanova, la passion de la liberté, Parigi, Coédition Bibliothèque nationale de France / Seuil, 2011. ISBN 978-2-7177-2496-7 (BnF) ISBN 978-2-02-104412-6 (Seuil).
- 2017 Stati Uniti d'America "Casanova: The seduction of Europe", varie sedi: Museum of Fine Arts, Boston; Kimbell Art Museum, Fort Worth; Fine Arts Museums, San Francisco. Catalogo: Casanova The seduction of Europe MFA Pubblications Museum of fine arts, Boston. ISBN 978-0-87846-842-3.

## Nella cultura popolare

### Cinema
- Casanova (1918). Regia di Alfréd Deésy.
- Il cuore del Casanova (Germania, 1918) Regia di Erik Lund. Soggetto di Enrik Rennspies. Sceneggiatura di Bruno Kastner. Con Bruno Kasner, Ria Jende, Rose Lichtenstein, Karl Platen.
- Casanovas erste und letzte Liebe (Austria, 1920). Regia di Julius Szoreghi.
- Casanova (1927). Regia di Alexandre Volkoff.
- Les amours de Casanova (Francia, 1934). Regia di René Barberis.
- L'avventura di Giacomo Casanova (Italia, 1938). Regia di Carlo Bassoli.
- Le avventure di Casanova (Les Aventures de Casanova) (Francia, 1947). Regia di Jean Boyer.
- Il cavaliere misterioso (Italia, 1948). Regia di Riccardo Freda. Con Vittorio Gassman, Gianna Maria Canale, María Mercader, Antonio Centa.
- Le avventure di Giacomo Casanova (Italia, 1954-1955). Regia di Steno. Con Gabriele Ferzetti, Corinne Calvet, Marina Vlady, Nadia Gray, Carlo Campanini.
- Last Rose from Casanova, titolo originale Poslední růže od Kasanovy, (Cecoslovacchia, 1966). Regia di Vaclav Krska.
- Infanzia, vocazione e prime esperienze di Giacomo Casanova, veneziano (Italia, 1969). Regia di Luigi Comencini. Con Leonard Withing, Maria Grazia Buccella, Tina Aumont, Ennio Balbo, Senta Berger, W. Branbell, Clara Colosimo, C. Comencini, P. De Clara, Silvia Dionisio, Evi Maltagliati, Raoul Grassilli, Mario Scaccia, Lionel Stander.
- Cagliostro (Italia, 1975). Regia di Daniele Pettinari. Con Bekim Fehmiu, Curd Jürgens, Rosanna Schiaffino, Robert Alda, Massimo Girotti. (Casanova è uno dei personaggi).
- Il Casanova di Federico Fellini (Italia, 1976). Regia di Federico Fellini Con Donald Sutherland, Tina Aumont, Olimpia Carlisi, M. Clementi, Carmen Scarpitta, C. Browne, D. M. Berenstein.
- Il mondo nuovo (Italia, 1982). Regia di Ettore Scola. Con Jean Louis Barrault, Marcello Mastroianni, Hanna Schygulla, Harvey Keitel, Jean-Claude Brialy, Andréa Ferréol, M. Vitold, A. Belle, E. Bergier, Laura Betti. David di Donatello 1983 per la migliore sceneggiatura, scenografia e costumi.
- Il ritorno di Casanova, titolo originale Le retour de Casanova (Francia, 1992). Regia di Édouard Niermans Con Alain Delon, Fabrice Luchini, E Lunghini.
- Goodbye Casanova (Stati Uniti, 2000). Regia di Mauro Borrelli. Con Gian-Carlo Scandiuzzi, Yasmine Bleeth, Pamela Gidley, Carmen Filpi, Paul Ganus, Flea, Elle Bradley.
- Il giovane Casanova (Francia, Italia, Germania, 2002). Regia di Giacomo Battiato. Con Stefano Accorsi, Thierry Lhermitte, Cristiana Capotondi, Silvana De Santis, Catherine Flemming, Katja Flint.
- Casanova (Stati Uniti, 2005). Regia di Lasse Hallström. Con Heath Ledger, Jeremy Irons, Lena Olin, Sienna Miller, Adelmo Togliani.
- Història de la meva mort (Spagna/Francia 2013). Regia di Albert Serra. Con Vicenç Altaió, Lluís Serrat, Eliseu Huertas.
- Casanova variations (Austria/Germania/Francia/Portogallo 2014). Regia di Michael Sturminger, con John Malkovich, Fanny Ardant, Veronica Ferres.
- Zoroastro. Io, Giacomo Casanova (Italia 2016) Regia di Gianni Di Capua, con Galatea Ranzi.
- Dernier Amour (Francia 2019). Regia di Benoît Jacquot, con Vincent Lindon (Giacomo Casanova), Stacy Martin (Marianne de Charpillon), Valeria Golino, (Teresa Cornelys).
- Il ritorno di Casanova (Italia 2023). Regia di Gabriele Salvatores.

#### Film solo lontanamente ispirati alla figura di Casanova
- Casanova farebbe così! (Italia 1942). Regia di Carlo Ludovico Bragaglia.
- Le tre donne di Casanova (Stati Uniti 1944). Regia di Sam Wood.
- Casanova '70 (Italia 1965). Regia di Mario Monicelli.

#### Film comici
- La grande notte di Casanova (Stati Uniti 1954) Norman Z. McLeod.
- Casanova & Company (Austria/Italia/Francia/Rft 1976). Regia di Franz Antel. Tony Curtis, Marisa Berenson, Sylva Koscina, Britt Ekland, Umberto Orsini, Marisa Mell, Hugh Griffith.

### Telefilm
- Casanova (Regno Unito, 2005). Regia di Sheree Folkson. Con David Tennant, Rose Byrne, Peter O'Toole, Laura Fraser, Nina Sosanya, Shaun Parkes.

### Fumetti
- Una versione a fumetti sulle vicende di Casanova è stata realizzata da Guido Crepax nel 1976.

### Videogiochi
- Casanova: il duello della rosa nera, avventura grafica del 2001 sviluppato dalla compagnia slovena Arxel Tribe e pubblicato dalla Wanadoo Edition per Microsoft Windows.

## Onorificenze
Riguardo l’onorificenza, Casanova nelle Memorie descrive l'incontro con il pontefice e il successivo conferimento dell'Ordine (cfr. G. Casanova, Storia della mia vita, Milano, Mondadori 2001, vol. II pag. 925 cit. in bibl.). Si è dubitato anche in questo caso, come in altri, che il racconto autobiografico risponda a verità. Per chiarire i dubbi sono state compiute approfondite ricerche nell'Archivio segreto vaticano al fine di ritrovare il breve papale di conferimento, sia nel periodo di cui parla Casanova (dicembre 1760-gennaio 1761) sia in periodi precedenti e successivi, senza alcun esito. Il che non significa che l’onorificenza non sia stata effettivamente conferita, in quanto potrebbe essersi verificato un errore burocratico, di trascrizione o altro. Sta di fatto però che intorno allo stesso periodo furono conferite onorificenze ad altri personaggi come Piranesi, Mozart, Cavaceppi e il breve relativo è stato ritrovato. Quindi manca, allo stato, un riscontro oggettivo. Si aggiunga che il cavalierato dello Speron d'Oro era all’epoca già piuttosto inflazionato, al punto da sconsigliare l’esibizione in pubblico della decorazione. Lo stesso Casanova in un passo dell’opera autobiografica Il duello scrive, riferendosi all’onorificenza, "il troppo strapazzato ordine della cavalleria romana" (cfr. Il duello cit. in bibl.).

### Consultazione del manoscritto originale dell'Histoire
- Il 18 febbraio 2010, il ministro francese della cultura, Frédéric Mitterrand, ha annunciato l'acquisto del manoscritto dell'Histoire e degli altri carteggi di proprietà di Hubertus Brockaus, da parte della Biblioteca nazionale di Francia. Il manoscritto può essere consultato qui.

### Riviste di studi casanoviani
- Casanova Gleanings (1958-1980), a cura di John Rives Childs.
- L'intermédiaire des casanovistes (1984-2013), a cura di M. Leeflang (Utrecht), F. Luccichenti (Roma), M.F. Luna (Grenoble), E. Straub (Berlino), A. Trampus (Trieste), T. Vitelli (Salt Lake City), H. Watzlawick (Vernier).
- Casanoviana. Rivista internazionale di studi casanoviani, a cura di Antonio Trampus, Dipartimento di Studi Linguistici e Culturali Comparati, Università Ca' Foscari Venezia, Ca' Bembo.
  - Anno 2018 Sommario Archiviato il 30 novembre 2022 in Internet Archive.
  - Anno 2019 Sommario Archiviato il 30 novembre 2022 in Internet Archive.
  - Anno 2020 Sommario Archiviato il 3 dicembre 2022 in Internet Archive.
  - Anno 2021 Sommario
  - Anno 2022 Sommario